# Peak Shelter Cabin
La Peak Shelter Cabin – ou San Jacinto Peak Shelter – est un refuge de montagne américain dans le comté de Riverside, en Californie. Située à proximité du sommet du pic San Jacinto, dans les monts San Jacinto, elle est protégée au sein du parc d'État de Mount San Jacinto, de la forêt nationale de San Bernardino et du Santa Rosa and San Jacinto Mountains National Monument. Construit en 1937 par le Civilian Conservation Corps, cet édicule en granodiorite est une propriété contributrice au district historique dit « Mount San Jacinto State Park Historic District » depuis sa création le 25 juin 2013.